# 介護
介護（かいご、英: nursing, elderly care）とは、障害者の生活支援をすること。あるいは高齢者・病人などを介抱し世話をすること。

## 日本の介護
日本で「介護」という言葉が法令上では、1892年(明治25年)の陸軍人傷痍疾病等恩給差例から始まった恩給の給付基準としての概念から、国民が必要とする生活レベルの指標とする。
「介護」という言葉が使われる事になったのは、1970年代後半から被介護者が公的介護扶助に対する要求を示したからだ。それ以前の「『被介護者を介助するのは家族』という意識から、社会的に支援を受ける側からは施設へ行くべきだ」という風潮が強まった。
公的介護扶助から介護ヘルパー派遣事業が制度化されて、1980年代半には、現在の保障と比べものに出来ないような制度だったようである。地方自治体における高齢者の訪問介護・看護事業は1960年代より始まった。理念的には家族介護への支えであり、その考え方は現在でも受け継がれている。医療にクオリティ・オブ・ライフ（Quality of life・QOL）の考えが普及すると、介護でも一般的な考え方となり、高齢者のQOLが高まった。QOLのさらなる健康維持の向上に対し支援することも介護の目的とされた。
介護保険法や支援費支給制度により老年者が在宅介護や施設介護のサービスを主としている。また介護を行う介護福祉士や訪問介護員などの介護職や、介護サービスの利用の調整を図る介護支援専門員は、名称独占資格の専門職であるが肉体的・精神的な健康の維持を求められる事による負担もある。介護職員は、肉体的・精神的な負担が多いが、介護職員の賃金は全産業の平均と比較して低い傾向にあり、介護職員の待遇改善が課題となっている。
高齢者の増加は一途をたどり、2013年度の全人口に占める高齢者人口は約3190万人と過去最高を記録し、2015年時点の試算では高齢者人口は2020年には30%弱、2050年には40%になった。そのため、市場成長が見込め、税金と保険料からなる介護報酬は公定であり保証制度もある。ようやく政府は2021年(令和3年)6月の閣議決定　骨太の方針に、介護事業の収支の届け出をネット上での公表した。
介護事業の経費は人件費が7割を占めると言われており、法人の形態では職務（人的）に制限が出てくる等の悩みがある。利益の少ない訪問介護は、通所介護と組み合わせで提供するなど現代の介護業界は無視する事は出来ない。
介護業界は中途採用が多く有資格者・経験者が採用されやすいのが現状である。介護施設などは若い(2015年時点)ものの、中途・経験者採用を重視しているため、平均年齢は30代後半から40代の企業が殆ど。体力的・精神的な責務が大きいと言われている。
とはいえ介護業界は未経験者が即席で職にありつける業界として金に困った求職者に重宝される業界であり、人手不足の事業者の中には応募者を吟味する余裕の無いところもある。そうしたことから未熟な職員による事故や悪徳な職員による窃盗も問題になっている。
ただし身体・精神障害者の生活保護に関しても、管轄地区町村の障害福祉課などが負担限度額を設けており、介護は必ずしも高齢者のみの特定事例ではない事を忘れてはならない。

### 「介護」論争
- なお「介護」という行為の専門性や独自性が問われる中で、以下のような論争がたびたび報じられている。
- そのために一部では「独自の介護学（もしくは介護福祉学）という学問が確立された事により、これによって介護という存在の学問上での権威が恒常性がある中で、更に介護という技術の専門性を主張している。」という意見（介護は、既存の事象や学問に因らない、それだけで学問体系として成立するという考え方）がある。これを現実のものとするために2004年(平成16年)、日本介護学会が日本介護福祉士会内に設立された。

#### 「看護」と「介護」
看護界では、介護は看護の一部に含まれるとして、「看護」の一部という解釈の仕方もある。実際、三大介護ともいわれる食事介助・入浴介助・排泄介助は業務を行う上で看護師などから恒常的な教育が求められており、介護と言う技術を見つけようとする事で自然と周りの仲間から認めてもらえる事になるだろう。日本の法律では、「介護と看護」に別使するような専門的技術としての業務内容とその位置づけについての記述は職域内での技術性が求められている。
介護とは、介護される側が他者とのつながりを持ち続けてQOL向上へつなげられる様にケアを続けて行く職務である。「介護」という言葉が一般的となってきて、介護福祉士、訪問介護員（ホームヘルパー）の仕事の内容をいうのに、従来の「介助」よりも、適切であるとして、介助という身体的な行動援助より広い範囲で使うことで用法が広まってきている。また、「介護」という言葉は、看護師や看護界が作り出した言葉ではなく、日本で介護福祉士が国家資格になり、観察・分析・ニーズ発見といったＱＯＬを高めるたなど看護とは異なる介護の職種の専門性が評価されている。
初めは、生活困窮から打ち出されたモノで、生活の向上への訴えが国民から強くあった。家族への負担が増す事は心得ていた。時間に追われて生活する事が、看護からの批判が多くあったが、介護を一般化して暮らしが充実する事を考えるという訴えが介護の世界と意見があった。看護からの声も必要とされ処遇改善が期待される。
なお、「介護」という単語は、介護用品メーカーであるフットマーク株式会社（東京都墨田区）の代表取締役・磯部成文（いそべしげふみ）により「世話をする側とされる側のお互いの気持ちの交流を考えて『介助』と『看護』を組み合わせて作った造語」という説もあるが、上記のとおり1892年(明治25年)には法令に出ている熟語である。

#### 介護技術
社会福祉学では、福祉サービス利用者に対する援助のために提供される技術という意味で　社会福祉援助技術における直接援助技術　に組み込まれるとして、その観点から介護の分類や専門性を語る際には、同技術における「ケースワーク（個別援助技術）」や「グループワーク（集団援助技術）」に対応する呼称として、ケアワーク（介護技術）の呼称が使われる。しかし、その2者と比べてその職務内容や技術のあり方が大きく異なる（基本的に「人間関係」を対象とした技術。ケアワークは基本的に「生活上の挙動の不全」を対象とした技術）上で現実として「社会福祉士と介護福祉士」という異なる資格が確立されているため、「介護技術は因らない独自の体系を持つ（社会福祉援助技術外の）技術である」とする事が広まっている。
ただし、社会福祉士も介護福祉士も、担当事例においては「ケースワーク」「グループワーク」「ケアワーク」という3つの技術が必要とされる（チームケア事例におけるケアワーク担当者の不在による代替行為ないしはその逆となる事例、もしくは介護担当者とカウンセリング担当者の相互理解が必要となる事例など）ため、それらを技術的なものが必要となる。また、社会福祉学部のある大学のほとんどは実際にこれら3つの技術を社会福祉学の分野としてそれぞれ対等となる独自の単位を設定しており、更に介護福祉士・社会福祉士の両資格試験では、この3技術に関する試験科目がそれぞれ試験内における対等の分野として存在している。

### 介護観
高齢者の「老老介護」が一番の問題とされ、社会問題の一因であり避ける事が出来ないのも事実である（1999年(平成11年)に高槻市の市長・江村利雄が、妻の介護と公職の両立が出来ない事を理由に市長を辞任して議論となった）。
現在では、要介護者を抱えた家庭の苦労や、介護される側の苦労などが社会問題であり、社会全体で支援するという考え方が一般的で避ける事が出来ない。介護観に対して違いを感じる事が多くあるが、これは社会と文化の多様化および複雑化に伴うものだと考えられる。介護観の複雑多様化は、ある意味必然的なものなのかもしれないが、その多様性に対応できる社会体制が必ずしも整っているとは言えない事が問題視される。

### 介護と相続
介護する側は生活の自由が損なわれていると、よく報じられるが、家族だから無理をする事が多くあると言うのも現実である。介護する事から離れて疲れを癒す事も大事である。介護される側の、意思表示に乏しくなったとき介護する側の負担も増す。国が介護する側・介護される側への支援（保険・福祉）も進めている。
家族の介護をした者が遺産相続において遺族と揉めると聞くが、これは特別受益と寄与分を考慮して相続額を決定し遺産争いを避けるために介護する者が介護の内容を相談・記録または介護に関する支出の領収書を保存したりする。生前贈与があったときは金額や時期といった内容を記録し、税務申告書などを保存しておくことが大事である。

### 外国人労働者
日本と諸外国との間で締結された二国間経済連携協定（EPA）により、2008年(平成20年)以降、看護師のほか介護福祉士（候補者）が来日し、日本国内で活動するようになった。2014年(平成26年)までの対象国は、インドネシア・フィリピン・ベトナムである。2014年(平成26年)には、2,000人を超える規模となり、EPAの制度枠外の労働者も職務に付いており、外国人の社会参加と国際的にも知られている。しかしその一方で、外国人労働者の管理については各介護事業者の裁量に委ねられているため、外国人労働者を安い給料で雇用する介護事業者もあり、訴訟が起きるケースもある。
- 出入国管理及び難民認定法（入国管理法）改正（2017年・平成29年10月1日施行[8]）により在留資格に「介護」が追加される。日本の介護福祉士養成施設（養成校）を卒業し、介護福祉士となった者は、介護業務もしくは介護指導を職務にすることで、在留資格「介護」による在留資格申請が可能となり、日本の介護施設などで就職することが可能となる。
- 技能実習制度改正（2017年・平成29年11月1日施行）と同日、実習職種に「介護職種」が追加された[9]。技能実習生は、技能実習制度の技能転換を目的にした制度であるが、来日する技能実習生は、在留生活においては監理団体が管理し、実習施設では、労働基準法に基づく雇用関係を締結し、日本人労働者と同等として介護職員として理解する[10]。労働者として労働災害時には労災対象となる。技能実習生は労働を通じた実践（OJT、OFF-JT）により技能を習得する。EPAによる介護福祉士候補者の不合格者は、1年程度の期間をあけ、再度、技能実習生として在留することができる。さらに、技能実習生は、技能実習期間中に「介護福祉士」の国家試験に合格し介護福祉士登録者証を受けた者は、後に在留資格「介護」に在留資格を切り替えることが可能となる[11]。

## 商標
「介護」は、失禁用おしめ・防護手袋・布団・まくら・かや、つえ・靴べら・靴ひも、履物、つけまつ毛・耳かき・カフスボタン・かばん類・化粧用具・ベルト・腕止め・ワッペン・腕章・頭飾品・つけひげ、カラビナ・ピッケル・スリーピングバッグ・水中ナイフ・ウエイトベルト・浮袋・メトロノーム・楽器・テレビゲーム・乗馬用具・揺りかご・幼児用歩行器・体操用マット・おもちゃ・人形・手品用具・遊戯用器具・運動用具・釣り具などに対してフットマーク株式会社が権利を持つ商標登録である。
また、『月刊介護保険』を出版する株式会社法研が雑誌、新聞に関する商標権を有し、宿泊施設、飲食物の提供、乳幼児の保育、老人の養護、布団などの貸与などに関してはワタミ株式会社が商標権を有する。

## 介護に関する主な日本の団体

### 業界団体
- 全国社会福祉法人経営者協議会（全国社会福祉協議会の関係団体）
- 全国老人福祉施設協議会
- 全国介護事業者連盟
- 全国介護事業者協議会
- 日本介護協会（介護甲子園の主催団体）

### 政治団体
- 全国介護政治連盟（自民党の支持団体の1つ）

### 学術・教育団体
- 日本介護学会
- 日本介護福祉学会
- 日本介護福祉士養成施設協会

### 職能団体
- 日本介護福祉士会（介護福祉士の職能団体）
- 日本介護支援専門員協会（介護支援専門員の職能団体）
- 全国ホームヘルパー協議会（全国社会福祉協議会の関係団体）
- ホームヘルパー全国連絡会（中央社会保障推進協議会の関係団体）
- 日本ホームヘルパー協会（長寿社会開発センターの団体）

### 労働組合
- 日本医療労働組合連合会（医労連） - 全労連加盟の産業別労働組合。
- 全国福祉保育労働組合（福祉保育労） - 全労連加盟の産業別労働組合。
- 保健医療福祉労働組合協議会（ヘルスケア労協） - 連合加盟の産業別労働組合。
- 日本介護クラフトユニオン（NCCU） - 連合加盟のUAゼンセン加盟の産業別労働組合。
- 全国一般労働組合東京南部のケアワーカー連絡会 - 全労協加盟の全国一般労働組合全国協議会の産業別労働組合。
- 働く女性の全国センター介護グループ(ACW2)
- 全国労組交流センター医療福祉部会 - 中核派系の産業別労働組合の部会。

### 公益法人
- 介護労働安定センター（CWF） - 厚生労働省元所管団体。
- 社会福祉振興・試験センター - 厚生労働省元所管団体。
- 福祉人材センター - 社会福祉協議会が運営する団体。